# Егоцентризм
Егоцентризм (лат. Ego — «я», лат. centrum — «центр») — нездатність чи невміння індивіда встати на чужу точку зору. Сприйняття своєї точки зору як єдиної правильної. Термін введений в психологію Жаном Піаже для опису особливостей мислення, характерного для дітей у віці до 8-10 років. Із різних причин така особливість мислення в різного ступеня вираженості може зберігатися і в зрілішому віці.

## Прояви
Жан Піаже у своїх книгах описує кілька проведених ним експериментів, які демонструють дитячий егоцентризм. Наприклад:
- Експеримент з іграшкою і горою. Дитині ретельно, з усіх боків показують ландшафт в мініатюрі, що зображає гору з будиночками, деревами тощо. Після цього її садять на стілець перед цим ландшафтом і просять описати, що вона бачить. Дитина описує ту частину «гори», яку їй видно. Після цього, з протилежного боку «гори», садять на стілець іграшку, і дитину тепер просять описати, що бачить іграшка. Незважаючи на очевидну дорослому відмінність між тим, що видно зі стільця дитини і тим, що видно зі стільця іграшки, дитина повторює опис, даний першого разу. Результат був інтерпретований Піаже, як нездатність дитини уявити себе на місці іграшки.
- Інший експеримент полягав у тому, що дитині послідовно задавалися два питання: перше — скільки в нього братів і сестер, друге — скільки сестер і братів у його брата або сестри. Відповідь на друге питання була на одну людину менше, ніж на перше. Це було інтерпретовано як те, що дитина не вважає себе «братом чи сестрою», тобто не усвідомлює що може не бути центральним об'єктом.

## Зв'язок з іншими поняттями
Як випливає з визначення, всупереч поширеній думці, егоцентризм не є формою або ступенем егоїзму. Егоцентризм дитини, часто, не дозволяє їй розуміти, що у інших людей можуть бути бажання або потреби, відмінні від її власних. Як наслідок, поведінку спрямовану на їх задоволення, вона може сприймати як «неправильну» і протестувати проти неї.
Егоцентризм не сумісний з повноцінною емпатією. Здатність зрозуміти почуття іншого має на увазі здатність зрозуміти, що ці почуття теж інші. При вираженому егоцентризмі емпатія набуває форми інтроекції, коли почуття, сприйняті в іншої людини, здаються своїми.